# Rob Gretton
Rob Gretton (15 janvier 1953 - 15 mai 1999) est un manager et producteur musical britannique, qui joua un rôle clef sur la scène mancunienne des années post-punk et new wave. Son nom reste associé aux groupes Joy Division et New Order, au label Factory Records et au club The Haçienda.

## Biographie
Robert Leo Gretton est né à Wythenshawe, dans la banlieue de Manchester.
La participation de Gretton à la scène musicale émergente à Manchester commence réellement en 1977 quand il contribue à hauteur de 200 £ au cofinancement du premier single de Slaughter & The Dogs', le classique punk Cranked Up Really High. Rob est alors deejay au Rafters Club situé sur Oxford Street et s'occupe d'un petit groupe punk local, The Panik. Il assiste dans ce club à un concert du groupe Warsaw : impressionné, c'est son premier contact avec Ian Curtis, Steven Morris, Peter Hook et Bernard Sumner. En avril 1978, le groupe, devenu Joy Division, revient jouer au Rafters Club, en présence de Tony Wilson. Plus tard, Gretton libère le groupe de son contrat aux clauses léonines avec RCA Records.
Début 1979, pour éviter que Virgin Records ne signe avec Joy Division, il persuade Wilson de fonder le label Factory Records et en devient le codirecteur, signant de nouveaux groupes tels que Section 25, X-O-Dus, Crispy Ambulance, Stockholm Monsters (en), Minny Pops (en), The Names (groupe bruxellois), Quando Quango (en), The Wake, 52nd Street et Happy Mondays. Il prend particulièrement soin de Joy Division et après la mort de Curtis, c'est lui qui imagine le nom de New Order et les persuade de continuer avec Gillian Gilbert. Avec Martin Hannett, ils produisent l'album Movement. 
En 1981, après le départ de Hannett, il rachète, avec Alan Erasmus, les parts de ce dernier dans Factory et devient le manager de New Order. L'année suivante, il est l'un des six cofondateurs du nightclub The Haçienda (Manchester) ; depuis deux ans, Gretton est un lecteur engagé, imprégné par les écrits de l'Internationale Situationniste, lesquels marque ses choix artistiques. 
En 1989 il fonde le label musical Rob's Records (en). 
Il soutient l'équipe de football du Manchester City.
Père de deux enfants, il meurt d'une crise cardiaque le 15 mai 1999, âgé de 46 ans.
Il puisait une partie de son inspiration dans, entre autres, l'univers de la soul américaine du début des années 1970.

## Dans les médias
Il a été incarné au cinéma par Paddy Considine dans le film 24 Hour Party People, qui documentait la montée et la chute de Factory Records, ainsi que par Toby Kebbell dans le film Control. 